# Hypenia brachystachys
Hypenia brachystachys là một loài thực vật có hoa trong họ Hoa môi. Loài này được (Pohl ex Benth.) Harley mô tả khoa học đầu tiên năm 1988.